# ОК Кулпин
ОК Кулпин је одбојкашки клуб из Кулпина који је основан у Кулпину 2010. године.
ОК Кулпин основан је 23. августа 2010. године од стране професора основне школе у Кулпину Тодора Раданова и Јана Лачока што је омогућено изградњом нове спортске сале у оквиру школе односно успостављањем одговарајућих услова за игру у Кулпину. У Кулпину је већ деценијама постојао велики интерес за ову игру и играчи из Кулпина су били окосница клуба Младост из Бачког Петровца као и њихов теренер тако да није било проблема у стварању играчког кадра. Екипи су се придружили и млади који су правили прве кораке у овом спорту и тако да су већ у првим тренуцима постојали:
- сениорски тим (мушкарци),
- кадетска екипа (мушкарци),
- пионирска екипа (мушкарци),
- пионирке (девојчице)

У првој сезони 2010/2011. године ОК Кулчпим се такмичио у II Војвођанској лиги са великим успехом и изборио се за учешће у вишем рангу такмичења. И у наредној сезони се такмичи у I. Бојвођанској лиги са променљивим успесима на што су утицали повреде играча и изостанци због њихових студентских обавеза. У коначном пласману екипа је заузела четврто место.
За прву екипу играју: Борис Релота, Александар Станчул, Светозар Говорчин, Марко Говорчин, Никола Говорчин, Саша Чапеља, Станислав Зима, Ондреј Дудаш, Срђан Стојановић, Марко Занфировић, Игор Милутиновић, Петер Лачок, Синиша Петрушић, а 2012. године се укључују и кадети Д. Пећковски, И. Фабри, Д. Гажа, Д. Краљик, М. Гажа и Д. Перановиж.
У сезони 2012/13 клуб се такмичи у I Војвођанској лиги.